# Râul Racova, Suceava
Râul Racova sau Râul Rozova este un curs de apă, afluent al râului Suceava. Până la Unirea Bucovinei cu România din 1918, râul Racova a reprezentat frontiera dintre Austro-Ungaria și Regatul României.

## Hărți
- Harta județului Suceava
- Ovidiu Gabor - Economic Mechanism in Water Management  Arhivat în 5 martie 2009, la Wayback Machine.